# Wilbert - gadedreng i Nicaragua
Wilbert - gadedreng i Nicaragua er en dokumentarfilm instrueret af Stig Nielsen efter eget manuskript.